# Robert McClure
Pour les articles homonymes, voir Mesurier.
Robert John Le Mesurier McClure (ou M'Clure) (28 janvier 1807 à Wexford - 17 octobre 1873) est un officier irlandais explorateur de l'Arctique.

## Biographie
Il participe à une expédition dans l'Arctique à bord du HMS Terror en 1836, sous le commandement de George Back. En 1848 et 1849, il assiste James Clark Ross dans une autre exploration arctique à bord du HMS Enterprise. Puis, en 1850, il se lance à la recherche de John Franklin aux commandes de l' HMS Investigator. Lors de cette expédition, McClure détourne son objectif initial et cherche le Passage du Nord-Ouest.
En fin de carrière, il est assigné en Asie et termine contre-amiral.
Le détroit de McClure et le cratère lunaire McClure (en) sont nommés en son honneur.